# Teodorów (Janów)
Pour les articles homonymes, voir Teodorów.
Teodorów est une localité polonaise de la gmina de Janów, située dans le powiat de Częstochowa en voïvodie de Silésie.